# Sixt Dietrich
Sixt Dietrich (Xistus Theodericus) (Augsburg, Alemanya, al voltant de 1494 - Sankt Gallen, Suïssa, 21 d'octubre de 1548) fou un compositor alemany.
Malgrat haver nascut a Augsburg va romandre quasi tota la seva vida a Constança (Alemanya) durant el segle xvi. El nom de Theodoricus que es veu en algunes de les seves composicions és tan sols una llatinització del seu nom.
Entre les seves obres deixà impreses un Magnificat octo tonarum, auctore Xisto Thodorico Liber primus (Argentorati...1535); Novum ac insigne opus musicum 36 antiphonarum quatuor vocum (Vitebergue, 1541). A més deixà d'altres composicions soltes i salms, entre elles: ?Selectissimae necnon familiarissimae cantiones ultra centum, publicades a Augsburg el 1540 en el Tomus primus Psalmorum selectorum praestantissimus musicus (Nuremberg, 1538).